# 福尔拉茨鲁厄
福尔拉茨鲁厄（德語：Vollrathsruhe）是德国梅克伦堡-前波美拉尼亚州的市镇，隶属于梅克伦堡湖区县。总面积为31.36平方千米，截至2023年12月31日总人口为409人。